# Инжавинский поссовет
Инжавинский поссовет — муниципальное образование со статусом городского поселения в Инжавинском районе Тамбовской области.
Административный центр — рабочий посёлок Инжавино.

## История
В соответствии с Законом Тамбовской области от 17 сентября 2004 года № 232-З установлены границы муниципального образования и статус сельсовета как городского поселения.
В соответствии с Законом Тамбовской области от 8 ноября 2010 года № 702-З в состав поссовета включён упразднённый Лопатинский сельсовет.

## Население
| 2010  | 2012  | 2013  | 2014  | 2015  | 2016  | 2017  |
| ----- | ----- | ----- | ----- | ----- | ----- | ----- |
| 9592  | ↗9722 | ↘9569 | ↘9267 | ↘9078 | ↘8949 | ↘8766 |
| 2018  | 2019  | 2020  | 2021  |       |       |       |
| ↘8522 | ↘8309 | ↘8172 | ↘7987 |       |       |       |

## Состав городского поселения
| № | Населённый пункт | Тип населённого пункта                  | Население |
| - | ---------------- | --------------------------------------- | --------- |
| 1 | Апполоновка      | деревня                                 | 20        |
| 2 | Инжавино         | рабочий посёлок, административный центр | ↘7738     |
| 3 | Карандеевка      | село                                    | ↘77       |
| 4 | Катино           | деревня                                 | 1         |
| 5 | Кисловка         | деревня                                 | 7         |
| 6 | Кишкино          | деревня                                 | ↘140      |
| 7 | Лопатино         | село                                    | ↘80       |